# سن پدرو (سوکره)
سن پدرو (انگلیسی: San Pedro, Sucre) نام شهری در کشور کلمبیا است.